# HD209625
HD209625 — хімічно пекулярна зоря спектрального класу A4, що має видиму зоряну величину в смузі V приблизно  5,3.
Вона  розташована на відстані близько 231,3 світлових років від Сонця.

## Фізичні характеристики
Зоря HD209625 обертається 
порівняно повільно 
навколо своєї осі. Проєкція її екваторіальної швидкості на промінь зору становить  Vsin(i)= 36км/сек.